# Signal Intelligence Service

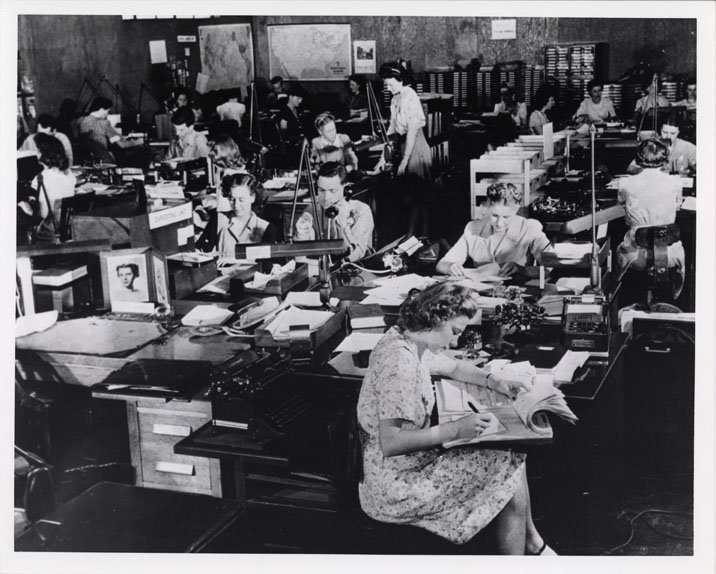
Personale dell'U.S. Army Signals Intelligence Service ad Arlington Hall (1943 circa)

Il Signal Intelligence Service (SIS) era una divisione dell'Esercito degli Stati Uniti d'America durante la seconda guerra mondiale. Essa fu fondata nel 1930 per redigere codici per l'Esercito. Nel 1943 fu rinominato Signal Security Agency e nel settembre del 1945 divenne Army Security Agency.
Per gran parte della guerra aveva il suo quartier generale ad Arlington Hall
(ex campus dello Arlington Hall Junior College Femminile), su Arlington Boulevard in Arlington, Virginia, sul fiume Potomac, da Washington (D.C.). Durante la II Guerra mondiale, divenne noto come Army Security Agency, e le sue risorse furono riassegnate alla nuova National Security Agency (NSA).

## Storia
Il Signal Intelligence Service faceva parte del U.S. Army Signal Corps per gran parte della II guerra mondiale. A quel tempo il Signal Corps era un ufficio nei quartieri generali del Dipartimento dell'Esercito, oltre ad essere un ramo dell'Esercito presso il quale il personale era impiegato o temporaneamente trasferito. Il Signal Corps forniva all'Esercito, fra l'altro, apparecchiature di comunicazioni e fotografiche e servizi.
Il Signal Corps addestrava anche personale e unità di segnalazione per servizi delle forze sul campo. L'evoluzione e le attività del Signal Intelligence Service prima della e durante la II Guerra Mondiale sono descritte dettagliatamente nel Capitolo XI di Signal, Security, Intelligence, (pp. 327–350) in The Signal Corps: the Outcome, an official history of the Signal Corps.
I capitoli 2 e 3 (pp. 4–25) nel "Army Field Manual FM 11-35", del 1942, descrivono l'organizzazione del Signal Intelligence Service nel Dipartimento della Guerra e nelle forze in campo, nonché le funzioni svolte dalle unità del SIS. Quando fu redatto, questo manuale fu segnato con la scritta "RESTRICTED" (Riservato).
William Friedman diede inizio alla divisione con tre "criptoanalisti junior" nell'aprile 1930, e i loro nomi erano Frank Rowlett, Abraham Sinkov e Solomon Kullback. Prima di allora, tutti e tre avevano insegnato matematica e nessuno di loro aveva una qualche esperienza di criptoanalisi. Friedman era un genetista che sviluppò la sua conoscenza di criptologia presso il Dipartimento Cifratura dei Laboratori di cifratura George Fabyan sul Riverbank dal 1915 al 1917, prima della prima guerra mondiale. Oltre a decifrare i codici stranieri, essi erano responsabili di qualcosa che non aveva nulla a che fare con i sistemi di codifica del Dipartimento U.S.A. della guerra. Il SIS inizialmente lavorava con un budget estremamente limitato, mancando delle apparecchiature necessarie affinché gli analisti potessero intercettare i messaggi per impratichirsi nella decifrazione. 
|                                 |                                    |                                     |                                       |                                    |
| William Friedman (capo del SIS) | Frank Rowlett (criptoanalista jr.) | Abraham Sinkov (criptoanalista jr.) | Solomon Kullback (criptoanalista jr.) | Ann Z. Caracristi (criptoanalista) |

L'organizzazione crebbe rapidamente e furono fatti sforzi per reclutare donne intelligenti. Entro la fine della guerra, gran parte dello staff del SIS, qualcosa come 7000 su un totale di 10500, era costituito da donne. Ann Z. Caracristi, che più tardi sarebbe diventata Vicedirettrice della National Security Agency, iniziò qui la sua carriera e fu una brava decifratrice dei codici dell'esercito giapponese. L'unità nella quale lavorava, ampiamente dotata di personale e condotta da donne, produceva un flusso di intercettazioni dal sistema di codifica navale "2468", che consentì l'affondamento di due terzi della marina mercantile giapponese.
A metà della II guerra mondiale, nel 1943, l'Army Signal Intelligence Service (più tardi Army Security Agency) iniziò a intercettare il traffico sovietico di intelligence inviato principalmente da New York City; al progetto fu assegnato il nome in codice "Venona". Benché gli Stati Uniti fossero diventati alleati dell'Unione Sovietica nel 1941, molti funzionari sospettavano del governo e della società comunista. Entro il 1945, qualcosa come 200000 messaggi erano stati trascritti, una misura dell'attività sovietica.
Il 20 dicembre 1946, dopo la guerra e al tempo dell'aumento delle tensioni USA con l'Unione Sovietica, Meredith Gardner compì la prima decifrazione del codice Venona. I messaggi decifrati rivelarono l'esistenza dello spionaggio sovietico riguardo al top-secret Progetto Manhattan presso il Laboratorio Nazionale di Los Alamos, dove era stato sviluppato, e le cui ricerche continuavano il progetto di bomba atomica. Il progetto Venona era talmente secretato, che il governo non portò mai l'evidenza da questi messaggi davanti a un tribunale al fine di perseguire gli agenti responsabili dello spionaggio.

## Rete d'intercettazioni
Le rete d'intercettazioni dell'Esercito statunitense durante la seconda guerra mondiale contava su sette stazioni fisse, che si concentravano sui segnali militari giapponesi e sul traffico diplomatico dell'Asse:
- Vint Hill Farms Station, Warrenton (Virginia)
- Two Rock Ranch,[8]
- Petaluma (California)
- Fort Shafter (Territorio delle Hawaii)
- Fairbanks (Alaska)
- Nuova Delhi (India)
- Asmara (Eritrea)